# 劇場版 炎神戰隊Go-onger VS 激氣連者

《劇場版 炎神戰隊轟音者VS激氣連者》在2009年1月24日於日本上映，是《炎神戰隊轟音者》第二部劇場版作品，而本作開始V-cinema的《超級戰隊VS系列》變更名稱為《超級戰隊祭》並以劇場版方式在電影院上映。

## 本作特色
- 本作為《超級戰隊祭》的第一部作品。
- 本作由於是《超級戰隊系列》首部VS劇場版，所以電影開頭時五位轟音者初期成員為此特色稍作描述。
- 本作在兩隊成員報名號時，由於在《獸拳戰隊激氣連者》本篇已經死亡的黑獅子和變色龍拳士，因轟音雙翼與七拳聖首領—激獸山貓拳·夏傅的絕招又再度於本作復活登場，使得兩組戰隊各有七人[1]，也是繼《百獸戰隊牙吠連者VS超級戰隊》、《轟轟戰隊冒險者VS超級戰隊》、《獸拳戰隊激氣連者VS冒險者》第四次兩隊成員報完名號後，會報上「我們是超級戰隊！」的《超級戰隊系列》劇場版作品。

## 故事概要
故事發生在轟音者電視本篇第37-38話之間。有一天，激氣金三角正在與能夠使出臨技的雙截棍蠻機戰鬥中被打敗並被送到烈波空間。而轟音者們則在這時趕到現場，但因為雙截棍蠻機的臨技而被打敗並眼睜睜的見證著蠻機獸的逃跑，後來更遭一樣趕到現場支援的激氣紫及激氣斬誤當成敵人痛打，後來走輔（轟音紅）誤以為他們是找炎神藍鯨巨無霸（因為激氣紫提及阿將，即激氣紅，而藍鯨巨無霸的第1個字發音跟「將」字一樣），結果雙方停火並撇清誤會，阿剛（激氣紫）及阿健（激氣斬）獲走輔等人的邀請而乘上銀次郎號並一同前往SCRCT總部找夏傅師傅尋求協助。
在SCRCT總部，轟音者們見識了獸拳及激氣的威力，並在夏傅師傅及Bomper的協助下全員都送到烈波空間。雙方人馬亦因此在烈波空間相遇，激氣連者們與轟音者們亦攜手清除所有雜兵。就在此時阿將感覺到有不安的氣息，被稱為「瘋狂工程師」的臨獸拳餘黨—臨獸烏龜拳士美加在這時出現了，原來他已經與蓋亞克的三幹部勾結，利用當時激氣金三角封印龍後所形成的慟哭丸力量為雙截棍蠻機進行強化並改造成毀滅世界的機器。結果眾人都被美加算計了，使得秘寶慟哭丸和炎神魂都被搶走了，導致轟音者們失去了炎神拍檔。
消沉之中，走輔表示希望接受激氣連者們的指導，進行獸拳修行，從而能夠有新的力量救回拍檔。其中走輔接受阿將的修行，利用輕功將大廈外牆清潔乾淨；早輝及軍平接受阿蘭及阿健的修行，以極高速的手法將正在掉落的樹葉全都抓住；而阿連及範人接受阿烈及阿剛兩兄弟的修行，以蜻蜓點水的方式用腳彈奏鋼琴。由於這些修行對轟音者們來說一籌莫展，其中走輔更有中途放棄的想法，怎料這時被慟哭丸強化力量的雙截棍蠻機及美加出現並開始破壞城市，令走輔的放棄想法更加強烈，但此時轟音雙翼出現並向走輔表示他們兄妹倆會擋住敵人，令走輔可放心繼續修行。雙截棍蠻機及美加被轟音雙翼帶到郊外的河邊戰鬥，美加發現轟音雙翼的戰鬥方式跟獸拳非常相似，但轟音雙翼還是敗下陣來。這時轟音者們的修行已經經過多次的失敗，走輔更開始在想著這段時間內接受獸拳修行是為了什麼，後來他明白，他最重要的事還是要救回大家的炎神拍檔，儘管自己沒有強大的力量，故此他決定放棄修行並衝往尋找雙截棍蠻機，而轟音者其他4人亦得到激氣連者的其他4人的鼓勵及教導下終於完成修行並能夠激發激氣。
走輔最後成功找到雙截棍蠻機並意圖與他戰鬥，但自己竟意外激發出激氣擊退雙截棍蠻機。阿將在這時出現並表示因為走輔明白自己最重要最應該做的事，亦即希望保護世界及同伴的意志，故此成功激發激氣，可算是修行成功了。這時候其他的轟音者及激氣連者都趕到現場與美加、雙截棍蠻機以及同樣剛來到現場支援的蓋亞克三幹部再次爆發戰鬥，但這次轟音者們利用剛修練得到的激氣並使出屬於他們自己的「炎神拳」打敗敵人並救回各自炎神拍檔的炎神魂，其中雙截棍蠻機更直接被摧毀，但雙截棍蠻機的慟哭丸發出了金光…
被雙截棍蠻機打敗的轟音雙翼在這時醒來並聽到陣陣的徬徨之聲，夏傅師傅亦來到兩人面前表示兩人本身是七拳聖之一甄子單師傅的弟子，並一同使出秘傳激氣技氣復活了徬徨之聲的主人。而雙截棍蠻機的殘骸裡，本來被封印的龍突然破體而出，並向兩隊人馬發動毀滅性攻擊，就在兩隊人馬快要被全滅之際轟音雙翼已帶同徬徨之聲的主人—理央及梅麗抵達現場並攻擊了龍，兩隊人馬總算全員到齊了。這時龍返回雙截棍蠻機的殘骸並變成了龍蠻機（外表為五個龍頭與兩隻龍手）並與美加一同再次爆發戰鬥，結果美加被消滅，龍蠻機則反而以自己的力量巨大化，兩隊人馬亦各自合體成不同的巨大機械人迎戰。戰鬥期間龍表示只有將他們全部除掉以後，他才能真正的完全解開封印\，故此兩隊人馬決定呼叫援軍，出動最後的王牌巨大機械人並以最強大的合體技「超級戰隊－炎神猛獸大獎賽」成功擊敗龍蠻機，龍亦變回原本的慟哭丸。
最後，理央及梅麗的復活時間亦因為只能有效至太陽下山之際，故此在消失前再次將慟哭丸交給阿將，並要求他這次一定要保護好慟哭丸，以及不要忘記曾經在臨終之時彼此許下的再戰承諾。最後故事以轟音者們獲激氣連者們的邀請一同參加夏美的生日派對，並一同快樂的玩耍作結。

## 登場人物

### 《炎神戰隊轟音者》
| 演員       | 角色     | 代號   | 台配   |
| ---------- | -------- | ------ | ------ |
| 古原靖久   | 江角走輔 | 轟音紅 | 李景唐 |
| 片岡信和   | 香坂連   | 轟音藍 | 林士程 |
| 逢澤莉娜   | 樓山早輝 | 轟音黃 | 詹雅菁 |
| 碓井將大   | 城範人   | 轟音綠 | 何志威 |
| 海老澤健次 | 石原軍平 | 轟音黑 | 宋克軍 |
| 德山秀典   | 須塔大翔 | 轟音金 | 宋克軍 |
| 杉本有美   | 須塔美羽 | 轟音銀 | 馮嘉德 |

### 炎神機體
| 配音員     | 名稱       | 編號 | 台配   |
| ---------- | ---------- | ---- | ------ |
| 浪川大輔   | 鷹速鬥輪   | 1    | 宋克軍 |
| 江川央生   | 巴獅王     | 2    | 李景唐 |
| 井上美紀   | 小熊RV     | 3    | 詹雅菁 |
| 保志總一朗 | 鯨鯊摩托   | 4    | 林士程 |
| 濱田賢二   | 鋼砲警犬   | 5    | 何志威 |
| 津久井教生 | 鱷魚拖車   | 6    | 宋克軍 |
| 石川靜     | 直升鬥雞   | 7    | 馮嘉德 |
| 古島清孝   | 噴射長牙虎 | 8    | 林士程 |
| 西村知道   | 運輸鯨無霸 | 9    | 何志威 |

### 《獸拳戰隊激氣連者》
| 演員     | 角色   | 代號       | 台配   |
| -------- | ------ | ---------- | ------ |
| 鈴木裕樹 | 漢堂將 | 激氣紅     | 何志威 |
| 福井未菜 | 宇崎蘭 | 激氣黃     | 馮嘉德 |
| 高木萬平 | 深見烈 | 激氣藍     | 林士程 |
| 三浦力   | 深見豪 | 激氣紫     | 宋克軍 |
| 聰太郎   | 久津健 | 激氣斬     | 蔣鐵城 |
| 荒木宏文 | 理央   | 黑獅子     | 李景唐 |
| 平田裕香 | 梅麗   | 變色龍拳士 | 詹雅菁 |

### 戰隊關係者
BOMPER｜中川亞紀子 聲 / 台配：謝佼娟
激獸山貓拳·夏傅｜永井一郎 聲  / 台配：宋克軍
真咲美希｜伊藤和枝 飾 / 台配：馮嘉德 
真咲夏美｜桑江咲菜 飾 / 台配：詹雅菁 
激獸蒼蠅拳·巴蠅｜石田彰 聲 / 台配：何志威 

### 敵人
害地大臣·幽溝史坦因｜梁田清之 聲 / 台配：宋克軍 
害氣大臣·奇塔納德斯｜真殿光昭 聲 / 台配：李景唐 
害水大臣·凱格雷西亞｜及川奈央  飾 / 台配：馮嘉德 
雙節棍蠻機｜吉水孝宏 聲 / 台配：何志威 
臨獸烏龜拳·美加｜宇垣秀成 聲 / 台配：李景唐 
幻獸龍拳·龍 / 龍蠻機｜川野直輝 飾 / 台配：林士程 

## 登場機體
炎神王G9→炎神王G12
激臨野狼鬥者→巨犀激臨鬥者
1. ↑  但還是四組團體分開報